# Текесте Вольду
Текесте Вольду (англ. Tekeste Woldu; род. 5 мая 1945, Асмэра) — эфиопский велогонщик, выступавший на шоссе. Участник летних Олимпийских игр 1968 и 1972 годов. Чемпион Всеафриканских игр 1973 года.

## Биография
Текесте Вольду родился 5 мая 1945 года в эфиопском городе Асмэра (сейчас в Эритрее).
В 1968 году вошёл в состав сборной Эфиопии на летних Олимпийских играх в Мехико. В шоссейной групповой гонке на 196,2 км занял 53-е место, показав результат 5 часов 5 минут 12,60 секунды и уступив 23 минуты 46,99 секунды завоевавшему золото Пьерфранко Вьянелли из Италии. В шоссейной командной гонке на 100 км сборная Эфиопии, за которую также выступали Микаэль Саглымбени, Фисихасион Гебрейесус и Йемане Негасси, заняла 26-е место, показав результат 2:30.36,79 и уступив 22 минуты 77,83 секунды завоевавшей золото команде Нидерландов.
В 1972 году вошёл в состав сборной Эфиопии на летних Олимпийских играх в Мюнхене. В шоссейной групповой гонке на 200 км занял 53-е место, показав результат 4:17.09, уступив 2 минуты 32 секунды завоевавшему золото Хенни Кёйперу из Нидерландов. В шоссейной командной гонке на 100 км сборная Эфиопии, за которую также выступали Мехари Окубамикаэль, Риссом Гебре Мескеи и Фисихасион Гебрейесус, заняла 28-е место, показав результат 2:28.39,3 и уступив 17 минут 21,5 секунды завоевавшей золото команде СССР.
В 1973 году на Всеафриканских играх в Лагосе завоевал золотую медаль в групповой гонке.